# 611 Valeria
Valeria (asteróide 611) é um asteróide da cintura principal com um diâmetro de 56,97 quilómetros, a 2,6280571 UA. Possui uma excentricidade de 0,1184348 e um período orbital de 1 880,04 dias (5,15 anos).
Valeria tem uma velocidade orbital média de 17,25053493 km/s e uma inclinação de 13,44867º.
Esse asteróide foi descoberto em 24 de Setembro de 1906 por Joel Metcalf.